# Forestdale (Massachusetts)
Forestdale es un lugar designado por el censo ubicado en el condado de Barnstable en el estado estadounidense de Massachusetts. En el Censo de 2010 tenía una población de 4.099 habitantes y una densidad poblacional de 380,62 personas por km².

## Geografía
Forestdale se encuentra ubicado en las coordenadas 41°41′1″N 70°30′39″O / 41.68361, -70.51083. Según la Oficina del Censo de los Estados Unidos, Forestdale tiene una superficie total de 10.77 km², de la cual 9.83 km² corresponden a tierra firme y (8.68%) 0.93 km² es agua.

## Demografía
Según el censo de 2010, había 4.099 personas residiendo en Forestdale. La densidad de población era de 380,62 hab./km². De los 4.099 habitantes, Forestdale estaba compuesto por el 96.17% blancos, el 0.73% eran afroamericanos, el 0.56% eran amerindios, el 1.24% eran asiáticos, el 0% eran isleños del Pacífico, el 0.32% eran de otras razas y el 0.98% pertenecían a dos o más razas. Del total de la población el 1.83% eran hispanos o latinos de cualquier raza.